# Наска
Нàска (на испански: Nazca) e пустинно плато на южното крайбрежие на Перу.
Наска е също името на своеобразна култура, индиански култов (религиозен) център, чийто разцвет е от 1 век до 8 век на това място. Именно тази култура създава прочутите знаци в Наска, известни още като геоглифи или рисунки, церемониалния град Кауачи и впечатляващата система от подземни акведукти, които функционират и до днес.
Известен е и с некрополите си. Загадъчните изображения от трасираните върху земята преплетени линии с дължина от 500 m до 8 km, са включени в Списъка на световното наследство на ЮНЕСКО.